# History Television
History Television ist ein kanadischer englischsprachiger Dokumentationsfernsehsender mit Hauptsitz in Toronto, Ontario. Der Sender widmet sich schwerpunktmäßig geschichtlichen Zeitthemen. Zu den Dokumentationen gehören naturwissenschaftliche Themen, Militärgeschichte sowie Technik. Der Sender wird von Shaw Media betrieben. Neben dem englischsprachigen Sender wird ein paralleler Sender in französischer Sprache mit dem Namen Historia betrieben. Der Sender sendet zeitversetzt zwischen East (East Time) und West (Pacific Time). Der Sender, der Kanadas westlichen Küstenbezirk versorgt, ging am 1. September 2006 auf Sendung.

## Geschichte
Der Sender wurde durch die Canadian Radio-Television and Telecommunications Commission (CRTC) am 4. September 1996 als The History and Entertainment Network registriert. Der Betreiber des Senders war Alliance Atlantis. Er begann mit der Ausstrahlung als History Television am 17. Oktober 1997. Am 18. Januar 2001 wurde durch ein Joint Venture zwischen Canwest und Goldman Sachs Capital (bekannt als CW Media) Alliance Atlantis übernommen. Somit gehörte auch der Sender zu CW Media.
Am 27. Oktober 2010 erfolgte eine weitere Übernahme des Senders durch Shaw Media. Shaw Media übernahm Canwest sowie die Anteile von Goldman Sachs Capital.

## Programm
History Television sendet verschiedene Dokumentationen, Dokumentationsfilme u. a.:
- American Pickers
- Ancients Behaving Badly
- Battle 360°
- Chasing Mummies: The Amazing Adventures of Zahi Hawass
- Cities of the Underworld
- Ice Road Truckers
- Life After People
- Pawn Stars
- Turning Points of History
- William Shatner’s Weird or What?
- WWII in HD
- Vikings

## History Television HD
Am 8. Oktober 2009 begann CanWest mit dem parallelen Sendebetrieb von History Television im High Definition TV.

## Empfangbarkeit
Der Sender wird in das digitale Kabelnetz von mehreren Kabelnetzbetreibern eingespeist. Somit ist er nahezu landesweit zu empfangen. Darüber hinaus ist er per Satellit durch Bell TV und Shaw Direct zu empfangen, daneben auch durch IPTV von Bell Fibe TV, Bell Aliant TV, MTS, Optik TV und Sasktel.

## Logo

Senderlogo (1997–2008)
Senderlogo (2008–2012)
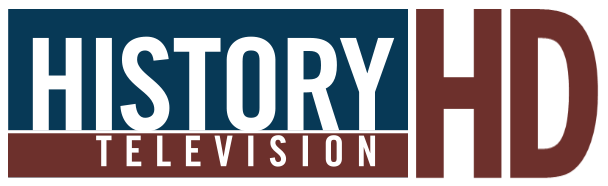
HD senderlogo